# فتق هیاتال
فتق هیاتال، هیاتوس یا فتق حجاب حاجز (به انگلیسی: Hiatus hernia)، گونه‌ای هرنیا است که در نتیجه ضعف در عضلات دیافراگم و اسفنگتر ورودی به معده ایجاد می‌شود و قسمتی از معده به قفسه سینه وارد می‌شود.

## نشانگان
در بیشتر موارد فتق هیاتال نشانه‌ای از خود بروز نمی‌دهد و درد و ناراحتی بیمار بخاطر رفلکس اسید معده یا هوا می‌باشد و این درحالی است که عوامل زیادی در بروز این رفلکس‌ها مؤثراند.

## فاکتورهای خطر
عوامل تشدیدکننده خطر فتق هیاتال
- افزایش فشار بر شکم بخاطر:

1. 1. بلند کردن اجسام سنگین یا خم شدن بیش از اندازه
  2. استفراغ
  3. زور زدن هنگام به هنگام یبوست
  4. قرار گرفتن در پوزیشن نشسته جهت دفع مدفوع[۵]
  5. در اثر حاملگی

- وراثت
- استعمال دخانیات
- تنیدگی

## درجه‌بندی

نموداری سنجشی از گونه‌های مختلف فتق هیاتال؛ بخش سبز مری است، قرمز معده است، دیافراگم بنفش است، زاویه HIS آبی رنگ است. A شکل آناتومی طبیعی مری و معده است، B نمایش مرحلهٔ پیش از تشکیل شدن است، C یک فتق هیاتال به‌صورت کشویی به بالای دیافراگم رسیده‌است، و D نوعی پارا-مری (برآمدگی) به‌وجود آمده‌است.

چهار شکل فتق هیاتال مری شناخته شده‌است: